# 26 février dans les chemins de fer
26 janvier 26 mars
Chronologies thématiques
- Croisades
- Sports
- Disney

Cette page concerne les événements qui se sont déroulés un 26 février dans les chemins de fer.

## Événements

### XIXesiècle
- 1823 : en France : Louis-Antoine Beaunier obtient la concession de la première ligne d'Europe continentale reliant Saint-Étienne à Andrézieux (ligne de Saint-Étienne - Andrézieux).
- 1849 : en France, inauguration de la section Compiègne-Noyon du chemin de fer de Creil à Saint-Quentin (compagnie du Nord)

### XXesiècle
- 1981 : en France, la rame TGV Sud-Est n° 16 établit le record du monde de vitesse sur rail à 380 km/h entre Courcelles-Frémoy (Côte-d'Or) et Dyé (Yonne) sur la ligne nouvelle à grande vitesse Sud-Est.